# Jessica Nilsson
 (mai 2022).
Si vous disposez d'ouvrages ou d'articles de référence ou si vous connaissez des sites web de qualité traitant du thème abordé ici, merci de compléter l'article en donnant les références utiles à sa vérifiabilité et en les liant à la section « Notes et références ».
Pour les articles homonymes, voir Jessica et Nilsson.
Jessica Nilsson est une réalisatrice, scénariste et monteuse suédoise, née le 11 janvier 1965 à Ystad. Plus ponctuellement, elle est également actrice et productrice.
Elle est notamment connue pour avoir réalisé le film All About Anna.

## Filmographie

### Comme réalisatrice
- 1995 : TV-Ansjosen (série télévisée)
- 1998 : Hej Frede (téléfilm pour lequel elle est aussi scénariste)
- 1999 : Psykologens dagbog (aussi scénariste)
- 2002 : Die Jodeladies: Absolute partyterapi (aussi scénariste, monteuse et productrice)
- 2005 : All About Anna
- 2015 : Sverige er fantastisk

### Comme actrice
- 2001 : Sjätte dagen (série télévisée) : Jossan (deux épisodes)
- 2007 : You, the Living : la professeure